# Aharon Akoka
Aharon Akoka – izraelski goalballista, uczestnik Letnich Igrzysk Paraolimpijskich 1988 i Letnich Igrzysk Paraolimpijskich 1992.
Na igrzyskach w 1988 roku, uplasował się na siódmym miejscu. Na igrzyskach paraolimpijskich w Barcelonie, również zajął siódme miejsce. Ponadto, w Barcelonie strzelił pięć goli i grał przez 73 minuty (w sześciu spotkaniach).